# 吴思科
吴思科（1946年5月—），安徽颍上人，中华人民共和国政治人物、外交官。

## 生平
1969年，毕业于北京第二外国语学院阿语系阿拉伯语专业。1971年，进入中华人民共和国外交部工作，先后在驻埃及大使馆、外交部西亚北非司、外交部办公厅、驻叙利亚大使馆任职。1991年，任外交部西亚北非司副司长。1993年，任驻埃及大使馆公使衔参赞。1996年，任外交部西亚北非司司长。2000年9月，出任中华人民共和国驻沙特阿拉伯大使。2003年9月，出任中华人民共和国驻埃及大使。2005年11月，兼任中华人民共和国驻阿盟全权代表。2007年10月，自驻埃及大使兼驻阿盟全权代表离任。2009年3月，任中国政府中东问题特使。2014年6月29日，伊斯兰国宣布“成立”，引发伊拉克和叙利亚的局势混乱。因此，从7月7日起，吴思科先后访问伊拉克、土耳其、伊朗并会见伊时任总理海德尔·阿巴迪，协调各国在反恐问题上的立场，以及要求保护当地中资企业。在访问结束后，由于加沙地带形势恶化，外交部令其继续访问约旦、埃及和卡塔尔，并在卡塔尔会见哈马斯领导人哈立德·迈沙阿勒，以图促成停火。2014年9月，卸任特使一职。
2008年，当选第十一届全国政协委员，代表对外友好界，分入第四十七组。并担任全国政协外事委员会专委。

## 家庭
已婚，妻子是外交官李剑华，两人育有两女。